# Chevrolet Cruze
La Chevrolet Cruze è un'autovettura media introdotta nel 2008 dalla casa automobilistica coreana Daewoo (poi GM Korea). La vettura sostituisce in Europa la Chevrolet Nubira mentre nei mercati asiatici viene venduta sotto la denominazione Daewoo Lacetti Premiere e in Australia è conosciuta come Holden Cruze. La produzione terminata in Argentina il 29 dicembre 2023.

## Il contesto
La Cruze nasce per sostituire numerosi modelli (oltre la Nubira) prodotti in tutto il mondo, come la Chevrolet Cobalt venduta nei soli Stati Uniti, l'australiana Holden Viva, la Pontiac G5 venduta nelle Americhe e la Chevrolet Optra venduta nei paesi emergenti. La nuova world car oltre ad adottare un'unica denominazione a seconda del marchio produttore è stata progettata su una piattaforma totalmente nuova (telaio Delta II) sviluppata dai tecnici del marchio Opel per adattarsi anche per la quarta serie della Astra.
Il design anticipa le linee delle future vetture del marchio, caratterizzate da un frontale spigoloso dotato di una mascherina di grandi dimensioni, fari sfuggenti e nervature sul cofano. La coda molto più tradizionale possiede una fanaleria vagamente ispirata alla concorrenza tedesca. Lunga circa 4,60 metri la nuova Cruze adotta uno schema di sospensioni semplici e poco costoso da produrre configurato come MacPherson per l'avantreno e ponte torcente al retrotreno. La struttura telaistica è stata progettata anche per ottenere il massimo punteggio nei test di sicurezza EuroNCAP.
Gli interni elaborati in Germania risultano ispirati alla Opel Insignia ma segnano un netto passo in avanti in fatto di qualità rispetto alla vecchia Nubira, dove si nota un andamento della plancia in modo da formare una V centrale. Numerosi gli elementi di rifinitura; dalle classiche plastiche di colore scuro agli abbinamenti bicolore argentati oppure in simil radica. La strumentazione possiede una retroilluminazione a Led di colore bianco e blu.
In Europa la Cruze viene presentata al Salone di Parigi edizione 2008 annunciandone l'arrivo entro un paio di anni anche delle versioni Station wagon e Hatchback a 2 volumi. Le vendite in Italia sono iniziate nel 2009.
Di due anni più tardi è il debutto della versione due volumi e cinque porte. Rispetto alla versione a quattro porte è venti kg più pesante, otto centimetri più corta ed ha un baule di dimensioni meno generose seppur maggiormente flessibile e versatile nell'utilizzo dello spazio per passeggeri e bagagli. Gli allestimenti e le motorizzazioni (1.6 a benzina, 2.0 a gasolio e 1.8 con doppia alimentazione benzina/gpl) rimangono gli stessi della versione più lunga.
Al Salone dell'automobile di Parigi del 2012 viene presentata la versione station wagon che è lunga 468 cm, larga 180 cm e alta 148 cm. Il bagagliaio cresce a 500 litri di capacità minima, e, a sedili reclinati, raggiunge l'ottima capacità di 1478 litri.
Contemporaneamente alla versione giardinetta della Cruze arriva anche il lieve restyling di metà carriera. Cambiano gli alloggiamenti per i fendinebbia nel frontale e viene leggermente ridisegnato il paraurti anteriore. La griglia frontale, pur rimanendo delle stesse dimensioni, non è più a nido d'ape ma a listelli cromati. La commercializzazione in Europa termina nel 2015 a causa dell'eliminazione del marchio Chevrolet in Europa (tranne Camaro e Corvette).
Al Salone dell'automobile di Detroit del 2015 viene presentata la seconda generazione che sarà disponibile nel 2016 anche in versione due volumi cinque porte.
La seconda generazione di Chevrolet Cruze è disponibile in cinque livelli di allestimento: L, LS, LT, Premier e LT Diesel. 
- Gli allestimenti L e LS sono disponibili come berline, alimentate da un motore a quattro cilindri in linea da 1,4 litri in grado di produrre 153 CV.
- I livelli di allestimento LT e Premier sono disponibili come berlina o hatchback, con lo stesso motore a quattro cilindri in linea da 1,4 litri degli allestimenti base, ma con consumi diversi e migliori.
- La LT Diesel è disponibile come berlina o hatchback, con un motore a quattro cilindri in linea da 1,6 litri in grado di erogare 137 CV e un'economia di carburante combinata di 37 mpg.[8]

## Produzione
La Cruze viene prodotta dal 24 febbraio 2009 presso gli stabilimenti sudcoreani di Incheon; da questo provengono gli esemplari importati in Europa. In contemporanea alla Corea è partita la produzione a San Pietroburgo in Russia in un impianto nuovo inaugurato nei primi mesi del 2009 destinato a produrre anche le Opel Astra e le Chevrolet Captiva. Dalla fine del 2009 partirà la produzione in Cina mentre dal 2010 la vettura sarà assemblata negli Stati Uniti (a Lordstown nell'Ohio), in Thailandia e nel sud dell'Australia presso gli stabilimenti Holden di Elizabeth.

## Vendite
Nel 2011 con 704 691 unità vendute la Cruze si piazza all'ottavo posto delle vetture più vendute al mondo. Nel 2013 invece sale di posizione raggiungendo il sesto posto, mantenendo la cifra di 664 000 unità vendute.
Al 2014 la Cruze ha superato i due milioni di vetture vendute in tutto il mondo.

## Competizioni sportive

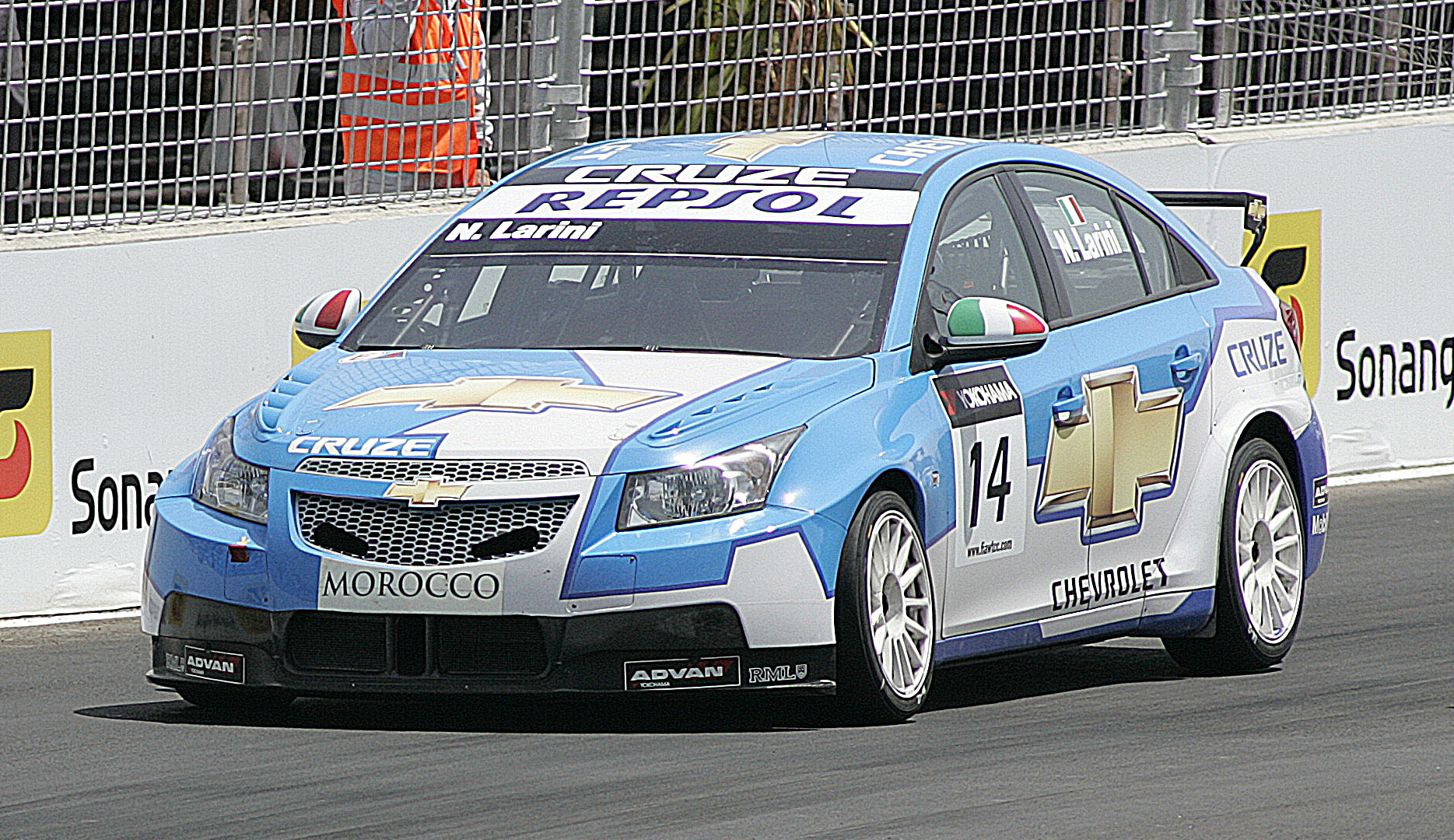
Chevrolet Cruze per il campionato WTCC

La Cruze è utilizzata nel Campionato del mondo turismo (WTCC) e nel 2012 ottiene il suo primo titolo costruttori.

## Motorizzazioni
La gamma propulsori della Cruze è composta da tre motorizzazioni benzina più una variante bi-fuel prodotta in Italia dalla BRC, e un motore turbodiesel progettato dalla VM Motori sotto il nome di RA 420 SOHC grazie ad un accordo effettuato nel 2005 con la GM. Attualmente questo motore non fa parte della produzione VM viene bensì prodotto su licenza GM-Daewoo e Hyundai Motor Company. nelle versioni adatte alle rispettive applicazioni. Tutti i propulsori sono omologati secondo i parametri della normativa Euro 5 ad eccezione del 2.0 VCDI che comunque presenta il filtro antiparticolato di serie nonostante sia Euro 4. Il motore 1.8 16V Ecotec (disponibile in Italia con doppia alimentazione benzina/gpl) è abbinato ad una trasmissione manuale a 5 marce oppure ad un'automatica sequenziale a 6 rapporti.
| Modello                  | Disponibilità | Motore                           | Cilindrata cm³ | Potenza         | Emissioni CO2 (g/Km) | 0–100 km/h (secondi) | Velocità max (km/h) | Consumo medio (km/l) | Trasmissione          |
| 1.6 Ecotec 16V           | dal debutto   | 4 cilindri in linea, Benzina     | 1.598          | 83 kW (113 CV)  | 159                  | 12,5                 | 185                 | 14,7                 | manuale 5 marce       |
| 1.6 Eco Logic 16V        | dal debutto   | 4 cilindri in linea, Benzina-GPL | 1.598          | 83 kW (113 CV)  | 159                  | 12,5                 | 185                 | 14,7                 | manuale 5 marce       |
| 1.6 Ecotec 16V           | dal 2011      | 4 cilindri in linea, Benzina     | 1.589          | 91 kW (124 CV)  | 159                  | 12,5                 | 185                 | 14,7                 | manuale 5 marce       |
| 1.8 Ecotec 16V           | dal 2011      | 4 cilindri in linea, Benzina     | 1.796          | 103 kW (140 CV) | 159                  | 10,0                 | 200                 | 14,7                 | manuale 5 marce       |
| 1.8 Ecotec 16V auto      | non importato | 4 cilindri in linea, Benzina     | 1.796          | 103 kW (140 CV) | 184                  | 11,5                 | 190                 | 12,8                 | automatico 6 rapporti |
| 2.0 VCDI 16V             | dal debutto   | 4 cilindri in linea, Diesel      | 1.991          | 110 kW (150 CV) | 149                  | 8,7                  | 210                 | 17,9                 | manuale 5 marce       |
| 2.0 VCDI 16V auto        | dal 2010      | 4 cilindri in linea, Diesel      | 1.991          | 110 kW (150 CV) | 177                  | 9,9                  | 205                 | 14,9                 | automatico 6 rapporti |
| 2.0 VCDI 16V Euro 5      | dal 2011      | 4 cilindri in linea, Diesel      | 1.998          | 120 kW (163 CV) | 147                  | 8,5                  | 215                 | 17,9                 | manuale 6 marce       |
| 2.0 VCDI 16V Euro 5 auto | dal 2011      | 4 cilindri in linea, Diesel      | 1.998          | 120 kW (163 CV) | 175                  | 9,4                  | 209                 | 15,2                 | automatico 6 rapporti |